# Радзивилл, Иероним Винцент
Князь Иероним Винцент Радзивилл (11 мая 1759, Несвиж — 18 сентября 1786) — государственный деятель Великого княжества Литовского, подкоморий великий литовский (1779—1786), ротмистр гусарской хоругви литовской армии (с 1780 года), староста минский (с 1783 года).

## Биография
Представитель богатейшего магнатского рода Великого княжества Литовского — Радзивиллов герба Трубы. Единственный сын гетмана великого литовского и воеводы виленского Михаила Казимира Радзивилла Рыбоньки (1702—1762) от второго брака с Анной Луизой Мыцельской (1729—1771), вдовой стражника польного литовского Леона Михаила Радзивилла. Младший сводный брат воеводы виленского Кароля Станислава Радзивилла Пане Коханку.
Из-за секвестра радзивилловских имений Иероним Винцент провел детство в Чехии и Германии. Получил домашнее образование, одним из его учителей был известный польский писатель и педагог Юзеф Катенбринг (1730—1804). Служил в австрийской армии. Был подопечным, затем соратником своего сводного брата Кароля Станислава Радзивилла Пане Коханку, который помог ему получить высокие должности в Великом княжестве Литовском. За свои заслуги стал кавалером Ордена Белого Орла и Ордена Святого Губерта. Содержал театр в Бяле-Подляской.
В 1779 году Иероним Винцент Радивилл получил должность подкомория великого литовского, в 1780 году стал ротмистром гусарской хоругви в литовских войсках. В 1780 и 1784 годах — посол на сеймы, в 1782-1783 годах — депутат Трибунала Великого княжества Литовского. В 1783 году получил во владение минское староство.

## Семья
31 декабря 1775 года князь Иероним Винцент Радзивилл в Регенсбурге женился на немецкой принцессе Софии Фридерике Турн-и-Таксис, второй дочери Карла Ансельма (1733—1805), 4-го имперского князя Турн-и-Таксис, и Августы Елизаветы Вюртембергской. Эта свадьба породнила литовского магната Иеронима Винцента Радзивилла со многими европейскими династиями. В браке они имели четырёх сыновей, в том числе Николая, Кароля и Доминика Иеронима.
В 1777 году Иероним и София Доротея Радзивиллы были приняты в Вене австрийской императрицей Марией Терезией и в Варшаве королём польским Станиславом Августом Понятовским. Однако 17 января 1784 года разразился грандиозный скандал. Софья Доротея вместе со своим любовником тайно бежала из Несвижа, прихватив с собой многие ценные вещи. Подкоморий литовский Иероним Винцент Радзивилл бросился в погоню за ними и арестовал их в Тильзите, на границе с Пруссией. Любовником княгини оказался известный чешский композитор Ян Владислав Дюссек, который в марте 1783 года выступал в Варшаве, откуда отправился в Несвиж. После стодневного плена Дюссек смог бежать. После этого отношения между супругами полностью испортились. Княгиня длительное время проживала в Кенигсберге и Регенсбурге. В январе 1786 года Иероним Винцент Радзивилл инициировал развод с женой.
18 сентября 1786 года 27-летний Иероним Винцент Радзивилл скончался. Его владения унаследовал его малолетний сын Доминик Иероним Радзивилл (4 августа 1786 — 11 ноября 1813), находившийся под опекой своего дяди Кароля Станислава Радзивилла Пане Коханку.